# Zoramia flebila
Zoramia flebila is een straalvinnige vissensoort uit de familie van kardinaalbaarzen (Apogonidae). De wetenschappelijke naam van de soort is voor het eerst geldig gepubliceerd in 2005 door Greenfield, Langston & Randall.